# Eric Masterson
Eric Masterson (nascido em 24 de março de 1970) é um ator pornográfico norte-americano.

## Carreira
Masterson entrou para a indústria do cinema adulto em 1998, aos 28 anos de idade. Sua primeira cena foi no filme Dream Master para Sin City.

## Prêmios e indicações
| Ano  | Resultado | Prêmios | Filme                                |
| ---- | --------- | --- | ------------------------------------ |
| 2001 | Indicado  | Best Group Sex Scene - Filme (com Bridgette Kerkove, Chennin Blanc, Shelbee Myne & Pat Myne) | Watchers                             |
| 2002 | Indicado  | Best Actor - Vídeo | The Black Room                       |
| 2003 | Indicado  | Best Supporting Actor - Vídeo | Morning Star/Perfect Couple          |
| 2004 | Indicado  | Best Actor – Vídeo | Perfection                           |
| 2004 | Indicado  | Best Supporting Actor – Filme | Virtual Love                         |
| 2004 | Indicado  | Best Supporting Actor – Vídeo | Sweet 101                            |
| 2004 | Indicado  | Best Sex Scene Coupling – Vídeo (com Julia Ann) | Beautiful                            |
| 2005 | Indicado  | Best Actor – Filme | The 8th Sin                          |
| 2005 | Indicado  | Best Actor – Vídeo | Loaded                               |
| 2005 | Indicado  | Best Non-Sex Performance | Unlovable                            |
| 2005 | Indicado  | Best Oral Sex Scene – Filme (com Lezley Zen) | Bare Stage                           |
| 2006 | Indicado  | Best Supporting Actor – Filme | Eternity                             |
| 2006 | Indicado  | Best Supporting Actor – Vídeo | Camp Cuddly Pines Powertool Massacre |
| 2006 | Indicado  | Best Oral Sex Scene – Vídeo (com Sarah Blake) | Jack’s Playground 24                 |
| 2006 | Indicado  | Best Sex Scene Coupling – Vídeo (com Krystal Steal) | Krystal Method                       |
| 2007 | Indicado  | Best Actor – Vídeo | 3 Wishes                             |
| 2007 | Venceu    | Best Group Sex Scene – Filme (com Carmen Hart, Katsumi, Kirsten Price, Mia Smiles, Chris Cannon, Tommy Gunn & Randy Spears, Carmen Hart, Katsuni, Kirsten Price, Mia Smiles, Chris Cannon, Tommy Gunn & Randy Spears) | FUCK                                 |
| 2007 | Venceu    | Best Oral Sex Scene – Filme (com Ice La Fox, Tommy Gunn, Marcus London & Mario Rossi) | FUCK                                 |
| 2007 | Indicado  | Best Sex Scene Coupling – Filme (com Jessica Drake) | FUCK                                 |
| 2007 | Indicado  | Best Three-Way Sex Scene (com Kaylani Lei & Jessica Drake) | Curse Eternal                        |
| 2008 | Indicado  | Best Supporting Actor, Vídeo | Candelabra                           |
| 2009 | Venceu    | Best Double Penetration Sex Scene (com Jessica Drake & Brad Armstrong) | Fallen                               |
| 2010 | Indicado  | Best Actor | Hush                                 |
| 2011 | Indicado  | Best Group Sex Scene (com Kaylani Lei, Jessica Drake, Kirsten Price, Alektra Blue, Chanel Preston, Kayme Kai, Tory Lane, Briana Blair, Dale DaBone, Marcus London, Sascha & Bill Bailey)                              | Speed                                |
| 2013 | Indicado  | Best Actor | Dallas XXX: A Parody                 |
| 2014 | Venceu    | AVN Hall of Fame | —                                    |
| 2015 | Indicado  | Best Group Sex Scene (com Asa Akira, Aubrey Addams, Jessica Drake, Kaylani Lei, Sarah Jessie, Vicki Chase, Brad Armstrong, Erik Everhard, Mr. Pete, Ryan McLane & Tyler Nixon)                                        | Aftermath                            |
| 2015 | Indicado  | Best Group Sex Scene (com Asa Akira, Samantha Saint, Kaylani Lei, Summer Brielle, Sophia Fiore, Remy LaCroix, James Deen, Mr. Pete, Bill Bailey & Brad Armstrong)                                                     | Holly…Would                          |

| Ano  | Resulta | Prêmio                       |
| ---- | ------- | ---------------------------- |
| 2005 | Venceu  | Best Actor (Editor's Choice) |

| Ano  | Resultado | Prêmio                                           | Filme                                             |
| ---- | --------- | ------------------------------------------------ | ------------------------------------------------- |
| 2010 | Indicado  | Acting Performance of the Year - Masculino       | Hush                                              |
| 2011 | Indicado  | Acting Performance of the Year - Masculino       | The Vow                                           |
| 2014 | Indicado  | Best Scene - Parody Release (com Andy San Dimas) | Superman vs. Spider-Man XXX: An Axel Braun Parody |